# Crehen (België)
Crehen is een dorp in de Belgische provincie Luik en een deelgemeente van de stad Hannuit. Het was een zelfstandige gemeente tot het bij de fusie van 1971 toegevoegd werd aan de gemeente Hannuit.
Crehen ligt onmiddellijk ten zuidwesten van de stadskern van Hannuit aan de weg naar Éghezée. De dorpskern sluit door lintbebouwing in het noorden aan bij de stadskern en in het westen bij de dorpskern van Thisnes. De N80, de weg van Hannuit naar Namen, vormt de oostgrens van de deelgemeente. Crehen is een landbouwdorp in Droog-Haspengouw dat zich stilaan ontwikkelt tot woondorp. Er is nog veel akkerbouw (vooral graanteelt) en veeteelt.

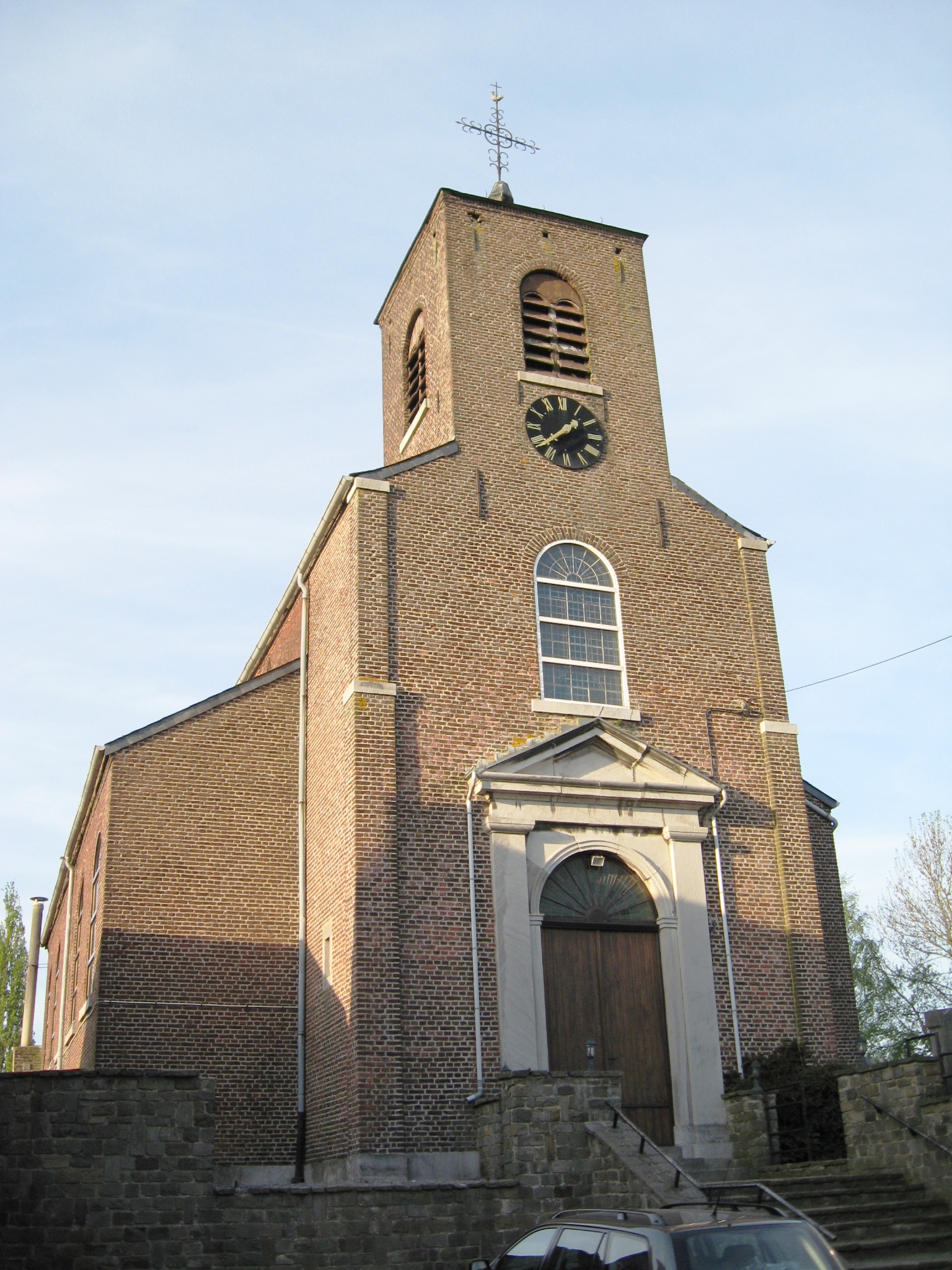
De Sint-Gertrudiskerk

## Geschiedenis
Het dorp werd in 1184 vermeld als Crahain. Het maakte deel uit van het baljuwschap Hannuit in het Hertogdom Brabant en was in het bezit van het Kapittel van Sint-Lambertus te Luik. Het voogdijschap werd uitgeoefend door de heer van Crehen. Ook de Sint-Laurentiusabdij van Luik bezat er een boerderij (de Ferme de Dieu le Warde) en gronden.
Kerkelijk was Crehen afhankelijk van de Thisnes tot in 1833 toen er een parochie toegewijd aan Sint-Gertrudis werd opgericht.
In 1889 werd er in het dorp reeds een rusthuis voor bejaarden opgericht. Het gebouw deed ook een tijd dienst als klein ziekenhuis en kraamkliniek.

## Bezienswaardigheden
- De Sint-Gertrudiskerk (Église Sainte-Gertrude) is een neoclassicistisch kerkgebouw  is van omstreeks 1840, bezienswaardig omwille van zijn interieur en zijn altaar.

## Natuur en landschap
De hoogte aan de kerk bedraagt 131 meter.

## Demografische ontwikkeling
- Bronnen:NIS, Opm:1831 tot en met 1961=volkstellingen

## Nabijgelegen kernen
Thisnes, Ambresin, Moxhe, Villers-le-Peuplier, Hannuit
Deelgemeenten: Abolens · Avernas-le-Bauduin · Avin · Bertrée · Blehen · Cras-Avernas · Crehen · Grand-Hallet · Hannuit · Lens-Saint-Remy · Merdorp · Moxhe · Petit-Hallet · Poucet · Thisnes · Truielingen · Villers-le-Peuplier · Wansin

Belgische gemeenten · arrondissement Borgworm · provincie Luik · Wallonië